# Loweia basinovopuncta
Loweia basinovopuncta är en fjärilsart som beskrevs av Barend J. Lempke 1954. Loweia basinovopuncta ingår i släktet Loweia och familjen juvelvingar. Inga underarter finns listade i Catalogue of Life.